# Michel Araújo
Michel Daryl Araújo Villar (Colonia del Sacramento, Colonia, Uruguay, 28 de septiembre de 1996) es un futbolista uruguayo. Juega de delantero y su equipo es el Esporte Clube Bahia del Campeonato Brasileño de Serie A.

## Estadísticas

### Clubes
Actualizado hasta su último partido disputado el 19 de marzo de 2025.
| Club                                   | Div.          | Temporada     | Liga  | Liga  | Liga   | Estatales | Estatales | Estatales | Copas nacionales | Copas nacionales | Copas nacionales | Torneos internacionales | Torneos internacionales | Torneos internacionales | Total | Total | Total  |
| Club                                   | Div.          | Temporada     | Part. | Goles | Asist. | Part.     | Goles     | Asist.    | Part.            | Goles            | Asist.           | Part.                   | Goles                   | Asist.                  | Part. | Goles | Asist. |
| -------------------------------------- | ------------- | ------------- | ----- | ----- | ------ | --------- | --------- | --------- | ---------------- | ---------------- | ---------------- | ----------------------- | ----------------------- | ----------------------- | ----- | ----- | ------ |
| C. A. Villa Teresa · Uruguay           | 2.ª           | 2016          | 11    | 2     | 0      | —         | —         | —         | —                | —                | —                | —                       | —                       | —                       | 11    | 2     | 0      |
| C. A. Villa Teresa · Uruguay           | 2.ª           | 2017          | 14    | 6     | 1      | —         | —         | —         | —                | —                | —                | —                       | —                       | —                       | 14    | 6     | 1      |
| C. A. Villa Teresa · Uruguay           | Total club    | Total club    | 25    | 8     | 1      | 0         | 0         | 0         | 0                | 0                | 0                | 0                       | 0                       | 0                       | 25    | 8     | 1      |
| Racing Club de Montevideo · Uruguay    | 1.ª           | 2017          | 10    | 1     | 0      | —         | —         | —         | —                | —                | —                | —                       | —                       | —                       | 10    | 1     | 0      |
| Racing Club de Montevideo · Uruguay    | 1.ª           | 2018          | 23    | 4     | 5      | —         | —         | —         | —                | —                | —                | —                       | —                       | —                       | 23    | 4     | 5      |
| Racing Club de Montevideo · Uruguay    | 1.ª           | 2019          | 32    | 6     | 5      | —         | —         | —         | —                | —                | —                | —                       | —                       | —                       | 32    | 6     | 5      |
| Racing Club de Montevideo · Uruguay    | Total club    | Total club    | 65    | 11    | 10     | 0         | 0         | 0         | 0                | 0                | 0                | 0                       | 0                       | 0                       | 65    | 11    | 10     |
| Fluminense F. C. · Brasil              | 1.ª           | 2020          | 29    | 1     | 0      | 6         | 0         | 0         | 3                | 0                | 1                | 2                       | 0                       | 0                       | 40    | 1     | 1      |
| Fluminense F. C. · Brasil              | 1.ª           | 2021          | —     | —     | —      | 3         | 0         | 0         | —                | —                | —                | —                       | —                       | —                       | 3     | 0     | 0      |
| Fluminense F. C. · Brasil              | 1.ª           | 2022          | 8     | 2     | 3      | —         | —         | —         | 2                | 0                | 0                | —                       | —                       | —                       | 10    | 2     | 3      |
| Fluminense F. C. · Brasil              | 1.ª           | 2023          | —     | —     | —      | 3         | 0         | 0         | —                | —                | —                | —                       | —                       | —                       | 3     | 0     | 0      |
| Fluminense F. C. · Brasil              | Total club    | Total club    | 37    | 3     | 3      | 12        | 0         | 0         | 5                | 0                | 1                | 2                       | 0                       | 0                       | 56    | 3     | 4      |
| Al-Wasl F. C. · Emiratos Árabes Unidos | 1.ª           | 2021-22       | 22    | 7     | 1      | —         | —         | —         | 7                | 6                | 1                | —                       | —                       | —                       | 29    | 13    | 2      |
| Al-Wasl F. C. · Emiratos Árabes Unidos | Total club    | Total club    | 22    | 7     | 1      | 0         | 0         | 0         | 7                | 6                | 1                | 0                       | 0                       | 0                       | 29    | 13    | 2      |
| São Paulo F. C. · Brasil               | 1.ª           | 2023          | 32    | 2     | 1      | —         | —         | —         | 9                | 1                | 0                | 9                       | 1                       | 2                       | 50    | 4     | 3      |
| São Paulo F. C. · Brasil               | 1.ª           | 2024          | 20    | 0     | 1      | 6         | 0         | 0         | 4                | 0                | 0                | 8                       | 0                       | 1                       | 38    | 0     | 2      |
| São Paulo F. C. · Brasil               | Total club    | Total club    | 52    | 2     | 2      | 6         | 0         | 0         | 13               | 1                | 0                | 17                      | 1                       | 3                       | 88    | 4     | 5      |
| E. C. Bahia · Brasil                   | 1.ª           | 2025          | —     | —     | —      | 6         | 0         | 1         | —                | —                | —                | 4                       | 0                       | 0                       | 10    | 0     | 1      |
| E. C. Bahia · Brasil                   | Total club    | Total club    | 0     | 0     | 0      | 6         | 0         | 1         | 0                | 0                | 0                | 4                       | 0                       | 0                       | 10    | 0     | 1      |
| Total carrera                          | Total carrera | Total carrera | 201   | 31    | 17     | 24        | 0         | 1         | 25               | 7                | 2                | 23                      | 1                       | 3                       | 273   | 39    | 23     |
| 1. 2. 3. 4.                            |               |               |       |       |        |           |           |           |                  |                  |                  |                         |                         |                         |       |       |        |

## Palmarés

### Títulos nacionales
| Título             | Club            | País   | Año  |
| ------------------ | --------------- | ------ | ---- |
| Copa de Brasil     | São Paulo F. C. | Brasil | 2023 |
| Superopa de Brasil | São Paulo F. C. | Brasil | 2024 |